# Liste de personnalités liées à Belfort

## Écrivains et penseurs
- Patrick Beurard-Valdoye (1955-), poète
- Léon Deubel (1879-1913), poète, né le 22 mars 1879 à Belfort
- Alain Gerber (1943- ), écrivain et critique de jazz, né le 31 août 1943 à Belfort
- Ghislain Gilberti (1977-), écrivain, romancier et parolier, né le 23 avril 1977 à Belfort
- Gabriel Gravier (1928-1996), poète et écrivain, enterré au cimetière belfortain de Brasse de Belfort
- Joseph de La Porte (abbé), (1714-1779), écrivain, baptisé le 19 janvier 1714 à Belfort
- Pierre Macherey (1938-), philosophe, spécialiste de Spinoza.
- Gabriel Vicaire (1848-1900), écrivain et poète, né le 24 janvier 1848 à Belfort
- Éric Walter (1968-), écrivain, né le 16 mars 1968 à Belfort

## Personnalités politiques, syndicalistes

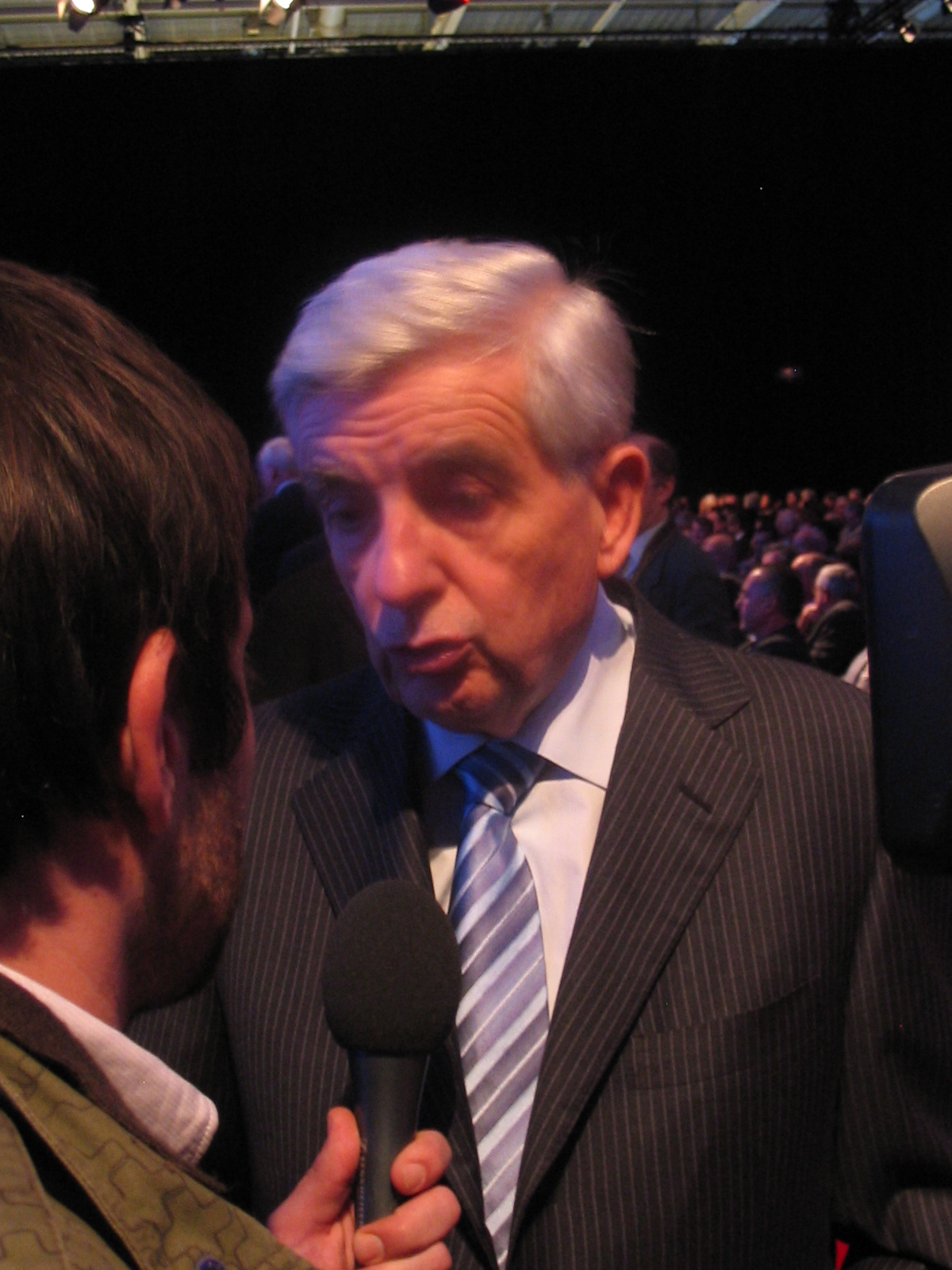
Jean Pierre Chevènement

- Yves Ackermann (1949- ), homme politique, né le 1er juin 1949 à Belfort.
- Albert II de Monaco (1958- ), prince de Monaco et comte de Belfort.
- Jean Bailly (1922-1984), homme politique, maire de Belfort de 1971 à 1974.
- Hyacinthe Claude Félix de Barthélemy (8 mars 1787 - 22 décembre 1868), occupa plusieurs postes de préfet sous la monarchie de Juillet, a laissé des Souvenirs[1], né à Belfort, mort à Châlons-sur-Marne.
- André Bergeron (1922-2014), syndicaliste, mort le 20 septembre 2014 à Belfort.
- Henri Botey (1934-2013), proxénète parisien, parrain de Marine Le Pen, né en 1934 à Belfort.
- Jean-Pierre Chevènement (1939- ), ancien ministre, ancien maire de Belfort, né le 9 mars 1939 à Belfort.
- Raymond Forni (1941-2008), avocat et homme politique, né le 20 mai 1941 à Belfort.
- François-Firmin Fricot (1746-1829), homme politique, député du tiers aux États généraux de 1789.
- François Sébastien Christophe Laporte (1760-1823), député du Haut-Rhin à la Convention nationale (La ville était rattachée au Haut-Rhin à l'époque). Laporte fait partie des députés ayant voté pour la mort de Louis XVI le 15 janvier 1793, né et mort à Belfort.
- Marie-Noëlle Lienemann (1951- ), député européenne, née le 12 juillet 1951 à Belfort.
- Damien Meslot (1964-), maire de Belfort depuis avril 2014, né le 11 novembre 1964 à Belfort.
- Marcel-Edmond Naegelen (1892-1978), homme politique, né le 17 janvier 1892 à Belfort.
- Jacques Peyrat (1931- ), homme politique, né le 18 octobre 1931 à Belfort.
- Jean-Frédéric Poisson (1963-), homme politique, né le 22 janvier 1963 à Belfort
- Paul Rassinier (1906-1967), homme politique, député SFIO de Belfort en 1946.
- Jean François Philibert Rossée (1745-1832), magistrat et homme politique français, né le 16 décembre 1745 à Belfort.
- Joël Sarlot (1946- ), député, né le 5 juillet 1946 à Belfort.
- Raymond Schmittlein (1904-1974), ancien ministre.
- Michel Zumkeller (1966-), député depuis 2002, né le 21 janvier 1966 à Belfort.

## Personnalités militaires
- Albert Baratier, général et explorateur (1864-1917), né à Belfort et mort devant Reims en 1917.
- Jean-Pierre Béchaud (1770-1814), général français de la Révolution et de l’Empire, né à Belfort, mort au combat le 27 février 1814 à la bataille d'Orthez. Son nom est gravé sous l'arc de triomphe de l'Étoile.
- Jules Bourelly (1835-1921), général et écrivain, né à Belfort le 29 janvier 1835.
- Pierre François Xavier Boyer (1772-1851), général français de la Révolution et de l’Empire, né à Belfort le 7 septembre 1772.
- Jean-Baptiste Nicolas Henri Boyer (1775-1813), général français de la Révolution et de l’Empire, né à Belfort le 9 juillet 1775.
- Jules Brunet (1838-1912), général de division, né à Belfort le 2 janvier 1838.
- Auguste Chauchard (1801-1880), général de division, né à Belfort le 21 avril 1801.
- Aristide Denfert-Rochereau, nommé chef du service du génie à Belfort en 1864, colonel défenseur de Belfort en 1870-1871.
- Auguste Dubail (1851-1934), général, né à Belfort le 15 avril 1851.
- André Émile Emlinger (1909-2005), né à Belfort le 27 août 1909, capitaine dans l'armée et chef d'entreprise.
- Roger Furst (1912-1972), né à Belfort, militaire et résistant français, Compagnon de la Libération.
- Louis François Joseph Hanrion (1821-1894), mort à Belfort le 5 avril 1894, général.
- Claude Jacques Lecourbe (1759-1815), mort à Belfort le 22 octobre 1815, général qui dirigea la résistance au siège de Belfort en 1815.
- François Xavier de Mengaud (1752-1830), général français de la Révolution et de l’Empire, né et mort à Belfort. Il est enterré au cimetière de Brasse à Belfort[2].
- Oscar de Négrier (1839-1913), général et théoricien militaire français né à Belfort le 2 octobre 1839.
- Édouard Pinot (1891-1984), né à Belfort le 1er août 1891, militaire et résistant français, compagnon de la Libération.
- Jean Baptiste Alexandre Strolz (1771-1841), né à Belfort le 6 août 1771, général français de la Révolution et de l’Empire, et baron du Premier Empire.
- Claude Marie Frédéric Thévenet (1851-1927), général, gouverneur militaire de Belfort.
- Édouard Thiers, capitaine du génie affecté à Belfort en février 1870, adjoint du colonel Denfert-Rochereau lors du siège de Belfort (1870-1871), surnommé le lion de Bellevue.
- André Zeller, général
- André Parant (1897-1941), résistant français, Compagnon de la Libération, né à Belfort.

## Personnalités religieuses
- Marc-Antoine Berdolet (1740-1809), évêque d'Aix-la-Chapelle.
- Joseph Lehmann (1843-1917), grand-rabbin de France, né à Belfort le 1er novembre 1843.
- Le père Élie Mélia, après son ordination de prêtre orthodoxe en 1943, est d'abord envoyé à la paroisse de Belfort ; il se joint à la Résistance locale et permet de cacher cinquante anciens soldats soviétiques de l'Armée rouge prisonniers de l'Allemagne nazie et contraints par celle-ci de travailler en France occupée, leur évitant d'être renvoyés outre-Rhin.
- Abbé Jean-Pierre Richard (1743-1820), prédicateur de Louis XVI.

## Artistes
- Jean-Charles Ablitzer (1946- ), musicien, organiste titulaire de l'orgue de la cathédrale Saint-Christophe de Belfort.
- Sylviane Aladin (1925-1993), actrice, née à Belfort le 15 mai 1925 .
- Mary Albert-Frileux (1854-1936), dramaturge et directrice de théâtre
- Ange (groupe) (1969 - ), groupe de rock
- Joséphine Baker, venue chanter le 20 novembre 1944 pour les troupes du général de Lattre de Tassigny[3].
- Luc Brunschwig (1967- ), scénariste de bande-dessinée, né à Belfort le 3 septembre 1967.
- Tristan Décamps (1972-), musicien, né à Belfort le 4 août 1972.
- Léon Delarbre, artiste peintre, (1889-1974), résistant et ancien déporté, mort à Belfort le 20 mai 1974.
- Léon Deubel (1879-1913), poète, né à Belfort le 22 mars 1879.
- Paul Faivre (1886-1973), acteur, né à Belfort le 3 mars 1886.
- Bernard Gantner (1928-2018 ), artiste peintre, né à Belfort le 16 août 1928, et mort à Belfort le 1er juin 2018.
- Gérald Genty (1974- ), chanteur, né à Belfort le 23 avril 1974.
- Gérard Grisey (1946-1998), compositeur, né à Belfort le 17 juin 1946.
- Paul Adolphe Kauffmann (1849-1940), illustrateur, né à Belfort le 8 juin 1849.
- Donatien Laurent (1935- ), musicien et linguiste, né à Belfort le 27 septembre 1935.
- Marie-Anne Leroudier (1838-1908), brodeuse, née à Belfort le 28 novembre 1838.
- Cyril Mennegun (1975-), cinéaste et documentariste, né à Belfort le 26 mars 1975.
- Claire Motte (1937-1986), danseuse étoile de l'Opéra de Paris, née à Belfort le 21 décembre 1937.
- Tahar Rahim (1981-), acteur, né à Belfort le 4 juillet 1981.
- Guillaume Legros, alias Saype[4], peintre d'art urbain et land art, né à Belfort le 17 février 1989.
- Régis Vogelene (1970- ), musicien, né à Belfort le 18 avril 1970.
- Stéphane Hernandez alias Sirius L'illusionniste (1969-), magicien, né à Belfort le 1er janvier 1969.

## Sportifs
- Cesare Cipollini 1958-2023, cycliste
- Philippe Héberlé (1963-), champion olympique de tir à la carabine à 10 m aux Jeux olympiques de 1984.
- Tatiana Golovin (1988-), joueuse de tennis
- Amaury Leveaux (1985- ), nageur médaillé olympique à Pékin
- Christophe Moreau (1971-), cycliste
- Olivier Schoenfelder (1977- ), danseur sur glace champion d'Europe en 2007 et champion du monde en 2008
- André Maschinot (1903-1963), premier Français à avoir réalisé un doublé lors d'une Coupe du monde de football
- Etienne Mattler (1905-1986), international de football français
- Émile Wassmer (1930- ), footballeur
- Jacques Santini (1952- ), footballeur et ex-entraineur de l'équipe de France de football
- Antar Yahia (1982 - ), footballeur, y a vécu jusqu'à ses dix-huit ans.
- Dimitri Liénard (1988 -), footballeur
- Frédéric Duplus (1990- ), footballeur
- Sanjin Prcic (1993 -), footballeur international bosnien.

## Autres
- Jean-Baptiste Antonin (21 avril 1763 - Belfort  ✝ 27 octobre 1835 - Belfort), magistrat français des XVIIIe et XIXe siècles.
- Félix Voulot (1828-1883), archéologue.
- Alexander Toponce, né le 10 novembre 1839 et décédé le 13 mai 1923 ; était un pionnier américain de la Conquête de l’Ouest aux États-Unis.
- Lucienne Welschinger (1918-2001) résistante fondatrice du réseau d'évasion Equipe Pur Sang pendant la Seconde Guerre mondiale.
- Olga Baumgarten Saint-Blancat, Juste parmi les nations.
- Antoine Bailly (1944-),géographe, prix Nobel de géographie[5], né à Belfort.
- Fabrice Balanche (1969-):  un géographe, spécialiste de la géographie politique, né à Belfort.